# Picot de clatell groc gros
El picot de clatell groc gros (Chrysophlegma flavinucha) és una espècie d'ocell de la família dels pícids (Picidae) que habita la selva humida, boscos i terres de conreu de les terres baixes i muntanyes, des del nord de lÍndia, sud-est del Tibet i sud de la Xina, cap al sud, a través del Sud-est Asiàtic fins Sumatra.